# FCB Fältman & Malmén
FCB Fältman & Malmén är en reklambyrå som grundades 1965 och har sitt säte i Stockholm.[1] Byrån jobbar med konsumentreklam och har uppdrag inom business-to-business. Huvudfokus ligger på strategiarbete, varumärkesplattformar, reklam och design.
Namnet kommer från grundarna Gunnar Fältman och Kaj Malmén. Fältman & Malmén skapade under 70-talet stor uppmärksamhet med sina banbrytande reklamkampanjer för RFSU. Det var även under denna tidsperiod som det numera kultförklarade uttrycket ”Ikväll får 107 svenskar gonorré” skapades i samband med en informationskampanj för kondomer. Fältman & Malmén skapade även varumärket Vichy Nouveau, som lanserades 1985.
Idag ingår Fältman & Malmén i det globala byrånätverket FCB med över 8 000 medarbetare och 120 kontor över hela världen.[3] Byrån har ett flertal uppdrag för den nordiska marknaden. 
Exempel på kunder är Beiersdorf, Focus, OBH Nordica, HSB, HP, Hewlett Packard Enterprise, NIVEA, NIVEA Men och Svenska Bostäder.